# Ворона Лариса Миколаївна
Ворона Лариса Миколаївна (нар. 14 грудня 1951 року в с. Сутиски Тиврівського району Вінницької області) - освітянка, заслужений працівник освіти України, відмінник освіти та відмінник служби побуту України, кавалер ордена княгині Ольги, нагороджена знаком «А. С. Макаренко»,

## Життєпис
Народилася 14 грудня 1951 року в с. Сутиски Тиврівського району Вінницької області. 
Закінчила Хмельницький технологічний інститут побутового обслуговування (1974).

## Професійна діяльність
1974-2001 рр. — викладач, методист, старший майстер, заступник директора з навчально-виробничої роботи ПТУ № 15 м. Вінниця.
2001-2019 рр. — директор Вінницького вищого професійного училища сфери послуг.

## Звання та нагороди
- 1998 — відмінник освіти України.

- 1999 — відмінник служби побуту України.

- 2003-2007 — почесні дипломи Міжнародної виставки «Сучасна освіта в Україні».

- 2005 — нагороджена нагрудним знаком «А. С. Макаренко».

- 2006 — заслужений працівник освіти України.

- 2006 — нагороджена знаком Всеукраїнської асоціації працівників ПТО «За вагомий внесок у розвиток професійної освіти».

- Кавалер ордена княгині Ольги.

## Наукова, педагогічна та навчально-методична робота
Ворона Л. М. — голова Асоціації працівників професійно-технічної освіти Вінницької області, член Ради директорів професійно-технічних навчальних закладів Вінницької області, регіональної експертної Ради з ліцензування та атестації закладів освіти області, обласної атестаційної комісії педагогічних працівників.
Лариса Миколаївна автор низки навчальних посібників, рекомендацій та методичних добірок, зокрема:
- «Педагогічний аналіз в ПТНЗ» (2001).

- «Використання інноваційних технологій навчання при викладанні предмета «Охорона праці» (2003).

- «Застосування інтерактивних методів в особистісно орієнтованому навчанні учнів І курсу» (2004).

- «Використання мережі у навчальному процесі» (2006).